# دارين بيري
دارين بيري (10 ديسمبر 1969 بملبورن في أستراليا - )  (بالإنجليزية: Darren Berry)‏ هو معلق رياضي ولاعب كريكت أسترالي. لعب مع فريق فكتوريا للكريكت وفريق جنوب أستراليا للكريكت ‏ ونادي مارليبون للكريكت ‏.

## وصلات خارجية
- دارين بيري على موقع إي آس بي آن كريك إنفو (الإنجليزية)